# Ferreñafe
Ferreñafe ist die Hauptstadt der Provinz Ferreñafe in der Region Lambayeque im Nordwesten von Peru. 

## Geografie
Die Stadt liegt im gleichnamigen Distrikt, in der wüstenhaften, ariden Küstenebene von Nordwest-Peru am Fuße der Ausläufer der Anden auf einer Höhe von 67 m. Die Pazifikküste liegt in einer Entfernung von 25 km. Das Zentrum der Region, Chiclayo, liegt 15 km südsüdwestlich von Ferreñafe, die Stadt Lambayeque 15 km westsüdwestlich.
Die Stadt hatte beim Zensus 2017 33.526 Einwohner, 10 Jahre zuvor lag die Einwohnerzahl bei 31.777.
In der Umgebung von Ferreñafe wird bewässerte Landwirtschaft betrieben. Mehrere Bewässerungskanäle führen aus den Bergen der peruanischen Westkordillere in das Gebiet von Ferreñafe.

## Geschichte
Die Stadt wurde von Alonso de Osorio am 13. Dezember 1550 gegründet. In Ferreñafe befindet sich das Museo Nacional Sicán, das sich mit der Sicán-Kultur (ca. 700 bis 1375) beschäftigt.
Von 1871 bis in die 1970er Jahre hatte die Stadt mit der Bahnstrecke Eten–Ferreñafe Anschluss an Chiclayo und den Pazifik-Hafen Eten.